# 大金得胜陀颂碑
大金得胜陀颂碑位于中国吉林省扶余市得胜镇（原徐家店乡）石碑崴子村东2千米处，为金大定二十五年（1185年）金世宗为纪念其祖父完颜阿骨打在此誓师起义的功绩，下诏树碑建字。石碑为青石雕成，由碑首、碑身和龟跌（碑座）三部分组成。通高为320厘米，碑首高79厘米，宽100厘米，厚38厘米。正面刻有大字篆书“大金得胜陀颂”六字，为金代书法家党怀英手笔。正面为汉文，背面为女真文。大金得胜陀颂碑是目前中国东北女真文碑刻文最多，保存最完整的一座。1998年被列为第三批全国重点文物保护单位。